# Fraihién
Fraihién (en árabe: الفريحيين‎, en francés: Al Farihiyine) es una localidad marroquí perteneciente al municipio de Buhalal, en la región de Tánger-Tetuán-Alhucemas. Desde 1912 hasta 1956 perteneció a la zona norte del Protectorado español de Marruecos.